# المتحف الأثري الوطني في أكويليا

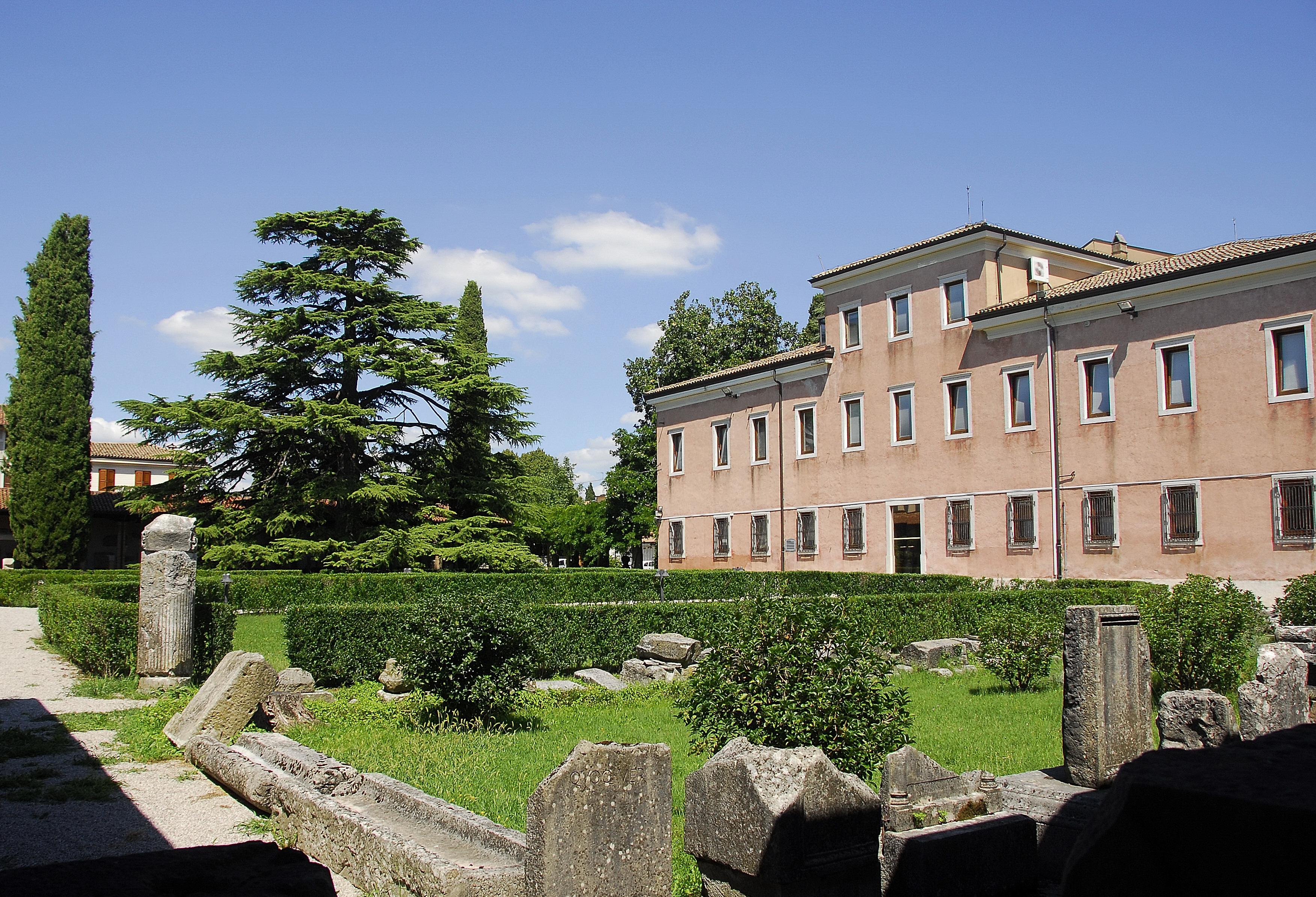

المتحف الأثري الوطني في أكويليا (بالإنجليزية:National Archaeological Museum of Aquileia) في أكويليا، مقاطعة أوديني، إيطاليا. والذي تم افتتاحة في عام 1882، هو واحد من أكبر المتاحف في العالم مختص بالحضارة الرومانية. يقع مكان المعرض في فيلا كاسيس فاروني، ويشمل مجموعات هامة وتماثيل ومفروشات منزلية وزخارف والأحجار الكريمة والعملات المعدنية. كما أن معرض الجواهري يعرض كمية من المجواهرات المنحوتة.

## قائمة المراجع
- Raffaele Mambella، Lucia Sanesi Mastrocinque - Archaeological خط سير الرحلة - Le Venezie - Newton Compton Editore - ISBN

## المقالات ذات الصلة
- أكويليا

## مشاريع أخرى
- Wikimedia Commons contiene immagini o altri file su Museo archeologico nazionale di Aquileia

## الروابط الخارجية
- Scheda su Museo archeologico nazionale di Aquileia, su CulturaItalia, Istituto centrale per il catalogo unico.
- {{استشهاد ويب}}: استشهاد فارغ! (مساعدة)